# Tyrell Richard
Pour les articles homonymes, voir Richard.
Tyrell Richard (né le 4 août 1997) est un athlète américain spécialiste des épreuves de sprint.

## Biographie
Il remporte deux épreuves lors des championnats du monde 2019 à Doha, le relais 4 x 400 m mixte et le relais 4 x 400 m masculin, en participant uniquement aux séries.